# Clin d’oeil

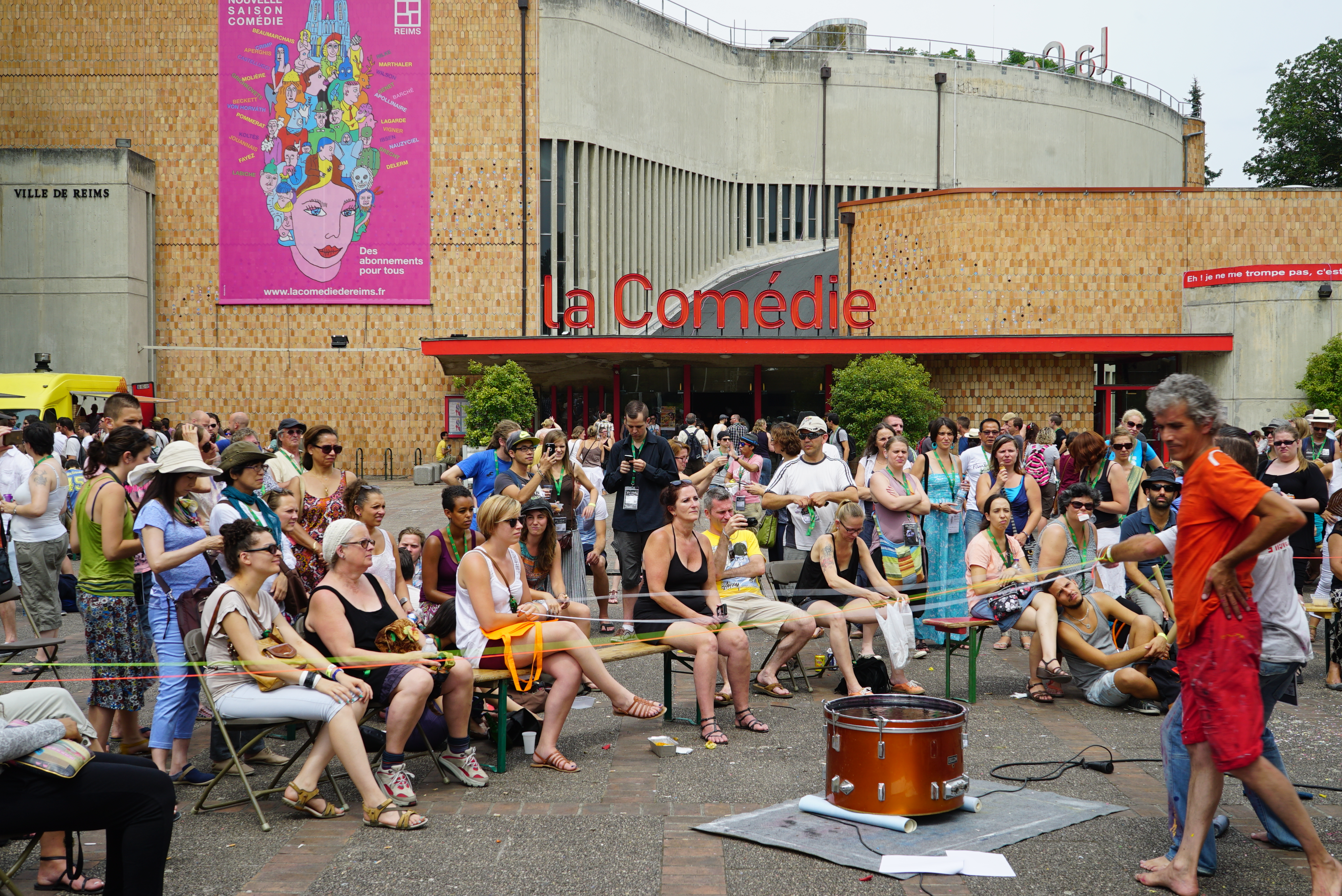
Open-Air-Auftritt von gehörlosen Künstlern beim Festival Clin d’oeil 2015

Clin d’oeil (französisch Augenzwinkern) ist das größte gebärdensprachige Kulturfestival in Europa. Es findet seit 2003 alle zwei Jahre in Reims in Frankreich statt.
Auf der dritten Veranstaltung 2007 des seit Bestehen stetig wachsenden Festivals Clin d’oeil traten bereits über 200 gehörlose Künstler verschiedener Nationalitäten aus den Bereichen Theater, Film und Bildende Kunst auf. Im Jahr 2015 hatte das Festival rund 4.700 Besucher; es waren 38 Länder vertreten und es nahmen über 550 hörgeschädigte Künstler teil.